# 20780 Chanyikhei
20780 Chanyikhei è un asteroide della fascia principale. Scoperto nel 2000, presenta un'orbita caratterizzata da un semiasse maggiore pari a 2,5402986 UA e da un'eccentricità di 0,1365710, inclinata di 6,49671° rispetto all'eclittica.